# Victoriano Ramírez
Victoriano Ramírez López (San Miguel el Alto, Jalisco, 13 de abril de 1888-Tepatitlán de Morelos, Jalisco, 16 de marzo de 1929), apodado «el Catorce», fue un coronel cristero conocido por sus excelentes habilidades militares.

## Biografía

### Primeros años
Hijo de una familia de agricultores humildes, tuvo cuatro hermanos. Como muchos niños que vivían en las zonas rurales de Los Altos durante finales del siglo 19, Ramírez nunca asistió a la escuela. Nunca aprendió a leer ni a escribir, sus padres le enseñaron a orar. Su padre apenas tenía ingresos para mantener a la familia, mientras su madre, profundamente católica le  educaba en asuntos religiosos. Durante su adolescencia se le enseñó a proteger el ganado y cultivar.

### Edad adulta
A la edad de 20 años, Ramírez decidió dirigirse al norte de los Estados Unidos para ganar más dinero. Probablemente llegó en algún momento de 1908, enviando dinero y cartas a sus padres en Jalisco.  Después de un año y medio, Ramírez regresó a casa. Poco después, su madre, enferma, debilitada por su edad y la ausencia de su hijo, murió.
Se cuenta que tras escapar de la cárcel de San Miguel el Alto, donde esperaba la instrucción de un proceso por homicidio en riña, salió un destacamento de catorce hombres armados a buscarlo por el cerro. Obligado a combatir con sus perseguidores, el prófugo se hizo fuerte entre los riscos de una quebrada y tras un largo tiroteo acabó con todos sus adversarios. Cuando estuvo seguro de su victoria, salió al campo y recogió las catorce armas de sus víctimas y a través de un mensajero se las envió al jefe de las armas de San Miguel, junto con un recado donde le recomendaba que "no le enviase a buscar con tan poca gente".

### Guerra Cristera
Victoriano Ramírez el Catorce fue uno de los primeros en unirse a la lucha cristera. Junto al regimiento de San Julián se levantó en armas en enero de 1927. Comandaba el escuadrón de San Miguel, también conocido como: Dragones del Catorce el cual formaba parte del regimiento de San Julián, al mando del general Miguel Hernández.  El Catorce fue un hombre valiente, de sus primeras acciones como cristero se contaban maravillas, y corría la versión de que entre los callistas cundía el temor cuando en los combates se oía el grito de ¡Viva El Catorce! Además tenía fama por su magnífica puntería. Se dice también que era muy aficionado a las mujeres. El 15 de marzo de 1927 se desarrolla la batalla de San Julián, en la que "El Catorce" resistió por un día las cargas federales del general Espiridión Rodríguez, ante el hecho llegó en su apoyo el general cristero Miguel Hernández González propiciando la peor derrota federal en todo el conflicto armado. Fue de los pocos cristeros que no huyeron en mayo de 1927 a pesar de la contraofensiva federal. 
Siendo ya cristero, en una plática sostenida entre Victoriano y el padre Heriberto Navarrete, éste le llamó la atención por su conducta y le preguntó cómo se llamaba su mujer legítima, a lo que él respondió: "cualquier mujer es legítima".

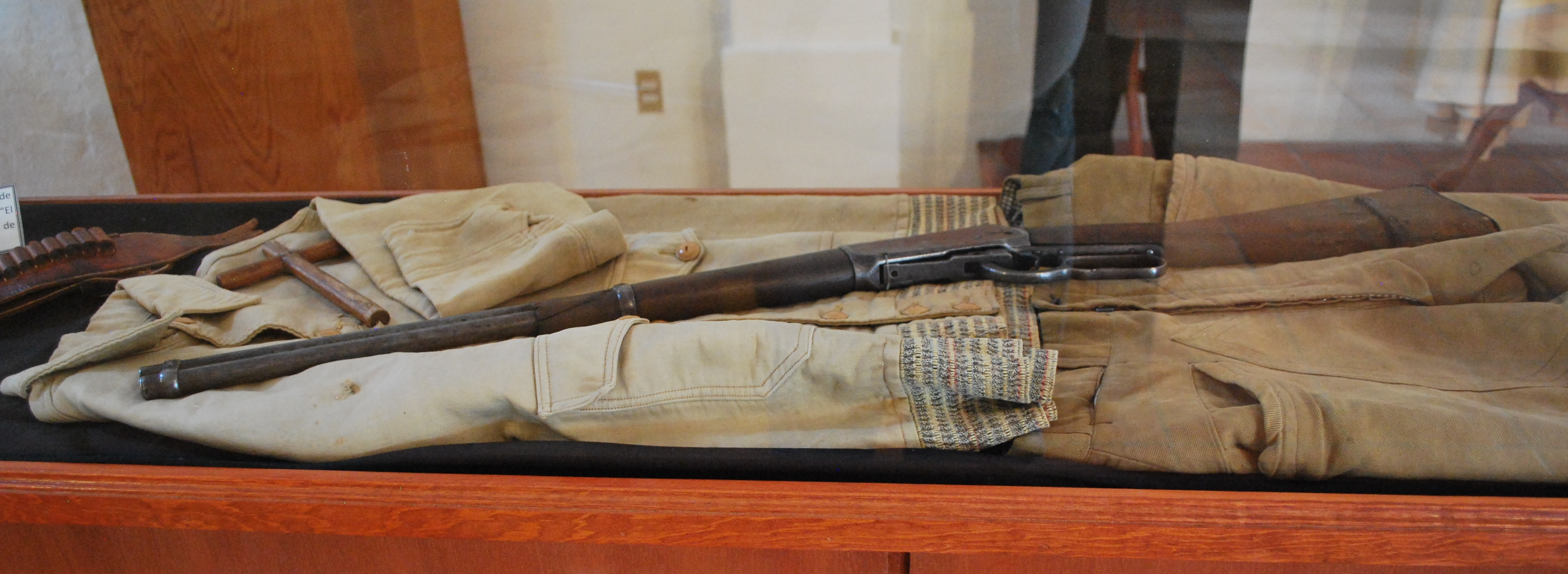
El rifle y ropa que pertenecieron a Victoriano Ramírez, exhibidos en un museo de la población de Encarnación de Díaz, Jalisco.

### Muerte
Fue fusilado por sus propios compañeros. Las dificultades que surgieron entre "El Catorce" y sus compañeros se iniciaron, según parece, con las reformas de organización que el general Enrique Gorostieta Velarde juzgó necesario establecer entre los contingentes cristeros. "El Catorce" (quizá sintiendo menoscabada su autoridad), puso una serie de obstáculos a la nueva organización propuesta. En vista de su actitud fue relevado de su cargo, y se le prohibió rodearse de hombres armados, con excepción de una pequeña escolta. "El Catorce" no acató las órdenes, y como la gente de San Miguel el Alto lo quería bien, aumentó su escolta. El padre Pedroza lo invitó a reconcentrarse en la lucha cristera pero Victoriano se negó.
El propio Aristeo Pedroza, Heriberto Navarrete, y Mario Valdés, fueron en su busca junto con 300 hombres. Para entonces "El Catorce" se había hecho fuerte en la cumbre de El Carretero, junto con 100 compañeros. Finalmente, fue sometido; y en juicio sumario se le acusó de malversación de fondos, insubordinación y resistencia a las órdenes superiores. Por esas acusaciones el padre Aristeo Pedroza ordenó su ejecución; y para evitar desórdenes entre los cristeros, ya que "El Catorce" era muy estimado, se resolvió cumplir de inmediato la sentencia. Sin embargo, se atrincheró en su celda y para conducirlo al lugar del fusilamiento, tuvieron que derribar la puerta con un ariete, entonces brincó hacia afuera con intenciones de arrebatar un rifle al hombre más cercano, sin embargo fue herido de muerte por un tiro en el corazón.
Sus restos descansan en las Catacumbas Guadalupanas, debajo del Templo de Nuestra Señora de Guadalupe, en la ciudad de San Miguel el Alto.

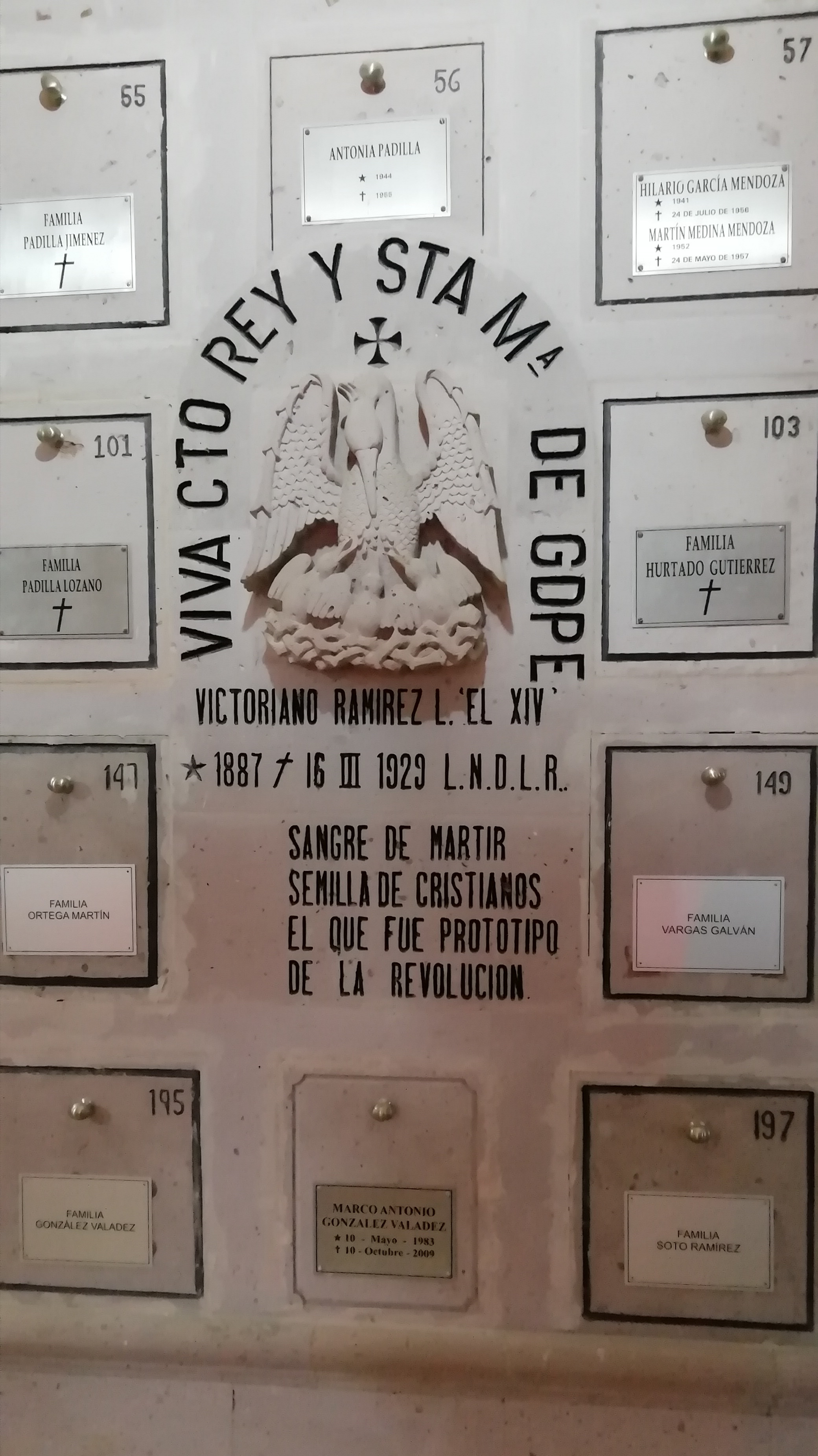
Debajo del santuario de Ntra. Sra. de Gpe. descansan los restos mortales de quien fuera Victoriano Ramírez "el 14"

## Consecuencias
A su muerte el general del Ejército Mexicano, Saturnino Cedillo exclamó: "Ya mataron al 14 sus compañeros, pendejos! No saben lo que hicieron; ya le cortaron la cabeza a la víbora, la cola que me la dejen a mí". La muerte del 14 generó enfrentamientos entre el general Miguel Hernández y el general Enrique Gorostieta Velarde así como un gran rechazo del pueblo.

## En la cultura popular
El Catorce es un personaje muy recordado en la región donde nació y luchó (Los Altos de Jalisco). 
Apareció en la película mexicana Cristiada (For Greater Glory), de 2012, siendo interpretado por el actor guatemalteco Oscar Isaac, ahí se ve el porqué de su legendario apodo, aunque en el filme su muerte es diferente, ya que fallece en la batalla de Tepatitlán, posiblemente para dar énfasis a su carácter de héroe legendario de la Guerra Cristera.
Existen algunos corridos que hablan de sus hazañas durante la guerra. Un corrido compuesto en 2002 por José Pedroza Martínez, refleja la vida de Victoriano.